# Traszka włoska
Traszka włoska (Lissotriton italicus) – gatunek płaza ogoniastego z rodziny salamandrowatych (Salamandridae), występujący endemicznie w środkowej i południowej części Włoch. Dorasta do 8 cm długości i cechuje się brązowym lub oliwkowobrązowym ubarwieniem. Zasiedla niewielkie zbiorniki wodne, a okres godowy trwa od listopada do maja. Gatunek najmniejszej troski (LC) w związku z rozległym zasięgiem występowania oraz dużymi rozmiarami populacji.

## Wygląd
Płaz ten dorasta do 5–8 cm długości i uważany jest za najmniejszego przedstawiciela rodzaju Lissotriton w Europie. Skóra ma kolor brązowy lub oliwkowobrązowy, a u samców widoczne są duże ciemnobrązowe lub czarne kropki. Ogon ma mniej więcej tę samą długość co długość ciała od pyska do ujścia kloaki. Na ogonie widoczny jest niski grzebień. Na końcu ogona występuje niewielka nić. U obu płci grzebień na plecach nie występuje. Dolna część boku ciała blada. Na boku głowy występuje blady pasek biegnący od kącików ust do oka. Brzuch żółty lub pomarańczowy, występują niewielkie czarne kropki. Gardło ma nieco ciemniejszy kolor od brzucha.

## Zasięg występowania i siedlisko
Endemit. Występuje w środkowej i południowej części Włoch na wysokościach do 1750 m n.p.m. (częściej spotykany na mniejszych wysokościach). Nie występuje na Sycylii. Zasiedla niewielkie zbiorniki wodne oraz wolnopłynące strumienie.

## Rozmnażanie i rozwój
Okres godowy trwa od listopada do maja. Podczas okresu godowego traszka włoska aktywna jest w ciągu dnia i nocy (poza tym okresem jedynie w ciągu nocy). Do zalotów i kopulacji dochodzi w wodzie. Jaja są pojedynczo przytwierdzane do wodnej roślinności i mają średnicę 1,5 mm. Kijanki wylęgają się po 2–4 dniach i mierzą 5–7 mm długości. W cieplejszych obszarach do przeobrażenia dochodzi po 4–6 tygodniach, a w zimniejszych rozwój może trwać kilka miesięcy. Nowo przeobrażone młode osobniki mierzą średnio 2,6 cm długości. W gatunku tym występuje również neotenia.

## Status i ochrona
IUCN klasyfikuje traszkę włoską jako gatunek najmniejszej troski (LC) w związku z rozległym zasięgiem występowania oraz dużymi rozmiarami populacji. Zagrażać mu mogą miejscowe osuszanie obszarów podmokłych, zanieczyszczanie oraz eutrofizacja zbiorników wodnych spowodowane rolnictwem oraz introdukcja drapieżnych ryb. Ponadto testy laboratoryjne wykazały, że młode osobniki podatne są na infekcje patogenicznego grzyba Batrachochytrium salamandrivorans (testów tych nie wykonano u osobników dorosłych). Płaz ten wymieniony jest w załączniku IV dyrektywy siedliskowej Unii Europejskiej oraz w załączniku II konwencji berneńskiej. W ochronie tego gatunku pomóc może lepsze zarządzanie obszarami chronionymi oraz dalsze badania nad B. salamandrivorans.